# Pozzomaggiore
Pozzomaggiore är en ort och kommun i provinsen Sassari i regionen Sardinien i Italien. Kommunen hade 2 577 invånare (2017).